# 하츠 오브 아이언 4: 웨이킹 더 타이거
웨이킹 더 타이거(영어: Waking the Tiger→호랑이 깨우기, 약칭: WtT)는 패러독스 개발 스튜디오에서 개발하고 중일전쟁에 초점을 맞춘 하츠 오브 아이언 4의 세 번째 확장 DLC이다. 1.5 콘플레이크 패치와 함께 출시했다. 중국 대륙의 국가와 여러 군벌에 대한 중점, 초상화, 모델 등이 추가되었고, 나치 독일 및 일본 제국과 관련된 대체 역사 중점 트리와, 형성 가능한 국가를 추가해주거나 상호작용할 수 있는 결정(Dicision)들이 추가되었다. 

## 변경점

### 국가

#### 중국 대륙
중화민국(중국 국민당), 중국 공산당, 군벌들의 중점 트리 추가

#### 일본
민주주의 루트, 공산주의 루트의 추가

#### 나치 독일
독일에 내전을 일으켜 독일 제국을 부활시키는 대체 역사 중점이 추가되었다. 독일 내전은 동부의 나치 독일(파시즘)과 서부의 독일 군사정부(비동맹주의) 사이에서 진행된다. 독일 군사정부의 지도자는 아우구스트 폰 마켄젠으로, 실제 역사에서 나치가 독일에 대두한 후에도 군주주의자였던 인물이였다. 만약 군사정부가 베를린을 점령하면 히틀러가 자살하는 이벤트가 발생하면서 나치 독일의 지도자는 하인리히 힘러가 되고, 군사정부가 내전에서 승리하면, 빌헬름 2세의 전제군주제 독일을 재건하는 '카이저의 귀환' 중점과 빌헬름 3세의 입헌군주제 독일을 재건하는 '군주국 타협안' 중점을 선택할 수 있다.
'카이저의 귀환'을 선택했다면, 네덜란드에 망명한 빌헬름 2세를 전쟁 또는 평화로운 방법으로 불러올 수 있고, 동맹국 세력을 재창설하거나 연합국에 가입할 수 있다.

### 결정
- 자원 생산지 개발
- 특별한 프로젝트
- 국경 분쟁

### 형성 가능한 국가

#### 국가 중점
| 형성 가능한 국가 | 형성에 필요한 국가 |
| ---------------- | ------------------ |
| 독일 제국        | 독일 군사정부      |

#### 결정
| 형성 가능한 국가         | 형성에 필요한 국가                                                                                         |
| ------------------------ | --- |
| 스칸디나비아             | 노르웨이 덴마크 스웨덴                                                                                     |
| 노르드 평의회            | 노르웨이 덴마크 스웨덴 핀란드 아이슬란드                                                                   |
| 그란콜롬비아             | 파나마 에콰도르 콜롬비아 베네수엘라 페루 코스타리카 가이아나                                               |
| 오스트리아-헝가리        | 오스트리아 체코슬로바키아 크로아티아                                                                       |
| 폴란드-리투아니아 연방   | 폴란드 리투아니아                                                                                          |
| 네덜란드 연합왕국        | 네덜란드 벨기에 룩셈부르크                                                                                 |
| 중앙아메리카 연방 공화국 | 과테말라 엘살바도르 온두라스 니카라과 코스타리카 벨리즈                                                    |
| 발트 의회                | 에스토니아 라트비아 리투아니아                                                                             |
| 오스만 제국              | 튀르키예                                                                                                   |
| 유럽 연합                | 네덜란드 벨기에 룩셈부르크 프랑스 이탈리아 나치 독일 서독 영국                                             |
| 짐바브웨 제국            | 남아프리카 연방 보츠와나 짐바브웨 모잠비크                                                                 |
| 로마 제국                | 이탈리아 왕국                                                                                              |
| 페르시아                 | 이란 아프가니스탄                                                                                          |
| 비잔티움 제국            | 그리스 |
| 아라비아                 | 이라크 사우디아라비아 예멘 오만 이집트 리비아 요르단 팔레스타인 레바논 시리아 쿠웨이트 아랍에미리트 카타르 |
| 마자파힛 제국            | 인도네시아 영국령 말레이                                                                                   |
| 라따나꼬신 왕국          | 시암 |
| 신성 로마 제국           | 독일 제국                                                                                                  |
| 대독일국                 | 나치 독일                                                                                                  |

### 기능
- 지휘력을 소모하여 얻을 수 있는 육군 지휘관 특성
- 9개의 새로운 육군 지휘관 특성
- 주재무관 파견
- 통폐합(군대)
- 지원 항공대
- 미니맵
- 새로운 도전과제 18개

## 사운드트랙
- Battle of Wuhan (우한 전투)
- Empire of the Sun (태양의 제국)
- War of Resistance (레지스탕스의 투쟁)

## 같이 보기
- 하츠 오브 아이언 4